# Horseshoe Bay
Horseshoe Bay è un centro abitato degli Stati Uniti d'America, situato nella contea di Burnet dello Stato del Texas. Parti del suo territorio sono comprese nei confini della contea di Llano.

## Geografia fisica
Horseshoe Bay è situata a 30°32′41″N 98°22′06″W (30.544814, -98.368428). Si trova nelle contee di Burnet e di Llano sulla riva meridionale del Lake Lyndon B. Johnson, circa 23 km a sud est di Llano e 42 km a nord ovest di Austin.
Secondo lo United States Census Bureau, la città ha un'area totale di 26,7 miglia quadrate (69,1 km²), di cui 23,4 miglia quadrate (60,5 km²) è terreno e 3,3 miglia quadrate (8,6 km², 12.48%) è acqua.

## Società

### Evoluzione demografica
Secondo il censimento del 2000, c'erano 3.337 persone, 1.623 nuclei familiari, e 1.186 famiglie residenti nella città. La densità di popolazione era di 142,8 persone per miglio quadrato (55,1/km²). C'erano 2.773 unità abitative a una densità media di 118,7 per miglio quadrato (45,8/km²). La composizione etnica della città era formata dal 96,22% di bianchi, lo 0,33% di afroamericani, lo 0,24% di nativi americani, lo 0,78% di asiatici, l'1.47% di altre razze, e lo 0,96% di due o più etnie. Ispanici o latinos di qualunque razza erano il 4,29% della popolazione.
C'erano 1.623 nuclei familiari di cui l'11,6% avevano figli di età inferiore ai 18 anni, il 68,5% erano coppie sposate conviventi, il 2,8% aveva un capofamiglia femmina senza marito, e il 26,9% erano non-famiglie. Il 24,0% di tutti i nuclei familiari erano individuali e il 12,1% aveva componenti con un'età di 65 anni o più che vivevano da soli. Il numero di componenti medio di un nucleo familiare era di 2,06 e quello di una famiglia era di 2,37.
La popolazione era composta dal 10,6% di persone sotto i 18 anni, il 3,4% di persone dai 18 ai 24 anni, il 15,0% di persone dai 25 ai 44 anni, il 36,2% di persone dai 45 ai 64 anni, e il 34,8% di persone di 65 anni o più. L'età media era di 58 anni. Per ogni 100 femmine c'erano 95,7 maschi. Per ogni 100 femmine dai 18 anni in giù, c'erano 95,7 maschi.
Il reddito medio di un nucleo familiare era di 54.073 dollari, e quello di una famiglia era di 65.324 dollari. I maschi avevano un reddito medio pro capite di 39.375 dollari contro i 23.019 dollari delle femmine. Il reddito medio pro capite era di 36.254 dollari. Circa il 5,8% delle famiglie e il 6,1% della popolazione erano sotto la soglia di povertà, incluso il 9,2% di persone sotto i 18 anni e il 4,7% di persone di 65 anni o più.